# KF Vëllaznimi Đakovica
KF Vëllaznimi kosovski je nogometni klub iz Đakovice. Trenutačno se natječe u ligi Liga e Parë, drugoj nogometnoj ligi Kosova.
Dok se natjecao u jugoslavenskim nogometnim ligama bio je poznat kao FK Vlaznimi.

## Povijest
Nogometni klub KF Vëllaznimi osnovan je u Đakovici 1927. godine. Momčad je igrala u nižim ligama prvenstva Jugoslavije. U sezonama 1967./68., 1968./69., 1969./70., 1970./71., 1973./74., 1979./80., 1981./82., 1985./86. i 1989./90. osvojio je regionalno prvenstvo Kosova. Godine 1990., nakon stvaranja Prve lige Kosova, sudjelovao je u nacionalnom prvenstvu. 2001. godine ispada u drugu ligu. Sljedeće sezone, 2001./02., završava na prvom mjestu skupine A druge lige i vraća se u prvu ligu. U sezoni 2012./13. zauzima pretposljednje mjesto u Superligi (prva liga je u međuvremenu transformirana u Superligu) i ispada u Prvu ligu. Nakon godinu dana vratio se u Superligu. Ali tu nije ostao i ponovno je ispao u prvu ligu 2015. godine.

## Uspjesi
- Kosovski nogometni kup: 2007./08.

## Vanjske poveznice
- Službena web-stranica